# Plattkó Károly
Plattkó Károly, született Platkó (Budapest, 1896. június 16. – Spanyolország, 1936 után) labdarúgó, edző. Spanyolországban Carlos Platko néven volt ismert. 

## Családja
Platkó Pál és Kopilec Mária fiaként született. Testvérei, Plattkó Ferenc és Plattkó István labdarúgók voltak. 1919. május 6-án Budapesten, a Terézvárosban feleségül vette Hellebrand Mária Erzsébetet, Hellebrand István és Eisenreich Borbála lányát. Felesége halála utána 1922. szeptember 10-én Budapesten, a Terézvárosban újra megnősült, Molnár Terézia Ilonát vette nőül, Molnár Márton és Krebsz Apollónia lányát.